# Berlin.Berega
Berlin.Berega (russisch Берлин.Берега, Berlin.Ufer) – ist eine russischsprachige Literaturzeitschrift, die seit 2015 in Deutschland herausgegeben wird. Die Zeitschrift veröffentlicht Werke russischsprachiger Autoren, die in Deutschland leben. Die Literaturzeitschrift erscheint zweimal im Jahr.

## Idee
Die Zeitschrift „Berlin.Berega“ steht in der Tradition der russischsprachigen Literaturzeitschriften, die in der ersten Hälfte des 20. Jahrhunderts von Vladimir Nabokov, Maksim Gorki und Ilja Ehrenburg herausgegeben wurden und Werke russischsprachiger Autoren, die in Deutschland oder dem Ausland lebten, veröffentlichten.
Trotz einer, in den letzten Jahren, gestiegenen Zahl der russischsprachigen Periodika fehlt es in Deutschland an einer Plattform für Autoren, die zwar in Deutschland leben, aber auf Russisch schreiben.
Eine solche Plattform für Dichter, Prosaisten und Literaturwissenschaftler bietet „Berlin.Berega“.
Die deutschsprachigen Quellen betonen, dass eine Zeitschrift, die Werke russischsprachiger Autoren veröffentlicht, die zum Teil in Deutschland und von Deutschland handeln, auch ein gutes Mittel gegen die Xenophobie darstellt.
„Berlin.Berega“ erscheint zweimal im Jahr. In jeder Rubrik einer Ausgabe werden Werke von vier bis fünf Autoren veröffentlicht, die unterschiedliche Literaturrichtungen repräsentieren. Die Rubrik „Übersetzungen“ enthält sowohl eine russische als auch eine deutsche Version eines jeden Textes. Damit soll die Arbeit der Übersetzer demonstriert und das Interesse russischsprachiger Leser für deutschsprachige Texte geweckt werden.
Ursprünglich entstand „Berlin.Berega“ als eine gedruckte Zeitschrift, da nach Meinung des Chefredakteurs „eine echte Zeitschrift nur auf Papier zum Leben erwacht, bzw. das Papier das Hauptmedium für eine Zeitschrift bilden sollte“. Mittlerweile existiert auch eine elektronische Version der Zeitschrift, die ebenfalls zwei Mal im Jahr zwischen den Ausgaben der gedruckten Zeitschrift erscheint.
Auf dem Cover des Magazins ist die Berliner Oberbaumbrücke abgebildet, die die Verbindung zweier Kulturen – der deutsch- und der russischsprachigen – symbolisiert. Die Gestaltung des Covers und die wenigen schwarz-weißen Illustrationen orientieren sich an der Ästhetik und an dem Design der russischen Literaturzeitschrift „Новый Мир“ („Nowy Mir“, Neue Welt).
Der Initiator und die treibende Kraft hinter der Idee einer russischsprachigen Literaturzeitschrift in Deutschland ist der Chefredakteur des Magazins Grigorii Arosev. Den Namen „Berlin.Berega“ hat aber der Redakteur des Ressorts „Übersetzungen“ Eduard Lurje vorgeschlagen. Das Cover-Design entwickelte Maria Aroseva, die auch das Layout der Zeitschrift übernimmt.

## Redaktion und Struktur der Zeitschrift
- Chefredakteur – Grigorii Arosev
- Fachredakteur Poesie – Genia Markova
- Fachredakteur Übersetzungen – Eduard Lurje
- Fachredakteur Prosa – Dmitry Vachedin
- Design und Layout – Maria Aroseva
- Illustrationen – Lilia Lurje

Rubriken: «Lyrik», «Prosa», «Debut» (für junge Prosaautoren), «Übersetzungen», «Interview», «Essay und Publizistik», «Rezensionen», «Theater».

## Autoren
In „Berlin.Berega“ wurden unter anderem folgende Autoren veröffentlicht: Boris Chasanow, Alexander Delfinov, Wladimir Kaminer, Oleg Jurjew, ein Interview mit Ljudmila Ulizkaja und viele andere.

## Kritiken
Insgesamt fielen die Kritiken positiv aus. Als wichtige Besonderheiten der Zeitschrift wurden ihr Verzicht auf politische Themen und ihre Orientierung an einem breiten, vor allem an der Literatur interessierten, Leserkreis, hervorgehoben. Dabei wurde aber auch angemerkt, dass es der Literaturzeitschrift, trotz ihres beachtlichen Umfangs, an solchen Formaten wie Powest und Kurzgeschichten fehlt.